# Isaiah Green
Isaiah Green (* 9. September 1998 in Fairburn, Georgia) ist ein US-amerikanischer American-Football-Spieler auf der Position des Quarterbacks. Er spielte College Football für die Marshall Thundering Herd und für die Tennessee State Tigers. Seit Juli 2023 steht bei den Hamburg Sea Devils in der European League of Football unter Vertrag.

## Karriere

### High School und College
In seiner Heimatstadt Fairburn besuchte Green die Langston Hughes High School für deren Panthers er ab 2013 begann Football zu spielen.
Nach seinem Schulabschluss ging er 2017 nach West Virginia, um an der Marshall University zu studieren. Bei der Thundering Herd verzichtete er allerdings in seinem ersten Jahr als Redshirt auf einen möglichen Spieleinsatz. In den Collegesaisons 2018 und 2019 startete er in insgesamt 22 von 23 Spielen, warf dabei für 4.897 Yards und 30 Touchdowns bei 21 Interceptions und lief zudem selbst für sechs Touchdowns. Bereits in seiner Debütsaison 2018 erreichte er mit Marshall den Gasparilla Bowl, welchen sie mit 38:20 gegen die South Florida Bulls gewannen. Im Anschluss wurde Green in das College Conference All-Freshman Team gewählt. Im Sommer 2020 stieg Green in das NCAA-Transfer-Portal ein, spielte nicht für Marshall und wechselte schließlich im Dezember zur Tennessee State University.
Für die Tigers stand er in sechs Spielen der Frühlings-Saison 2021 auf dem Feld. In diesen warf er für insgesamt 916 Yards und zwei Touchdowns.

### Europa
Zur Saison 2022 wurde Green von den Kragujevac Wild Boars in der serbischen Sport Klub Prva Liga verpflichtet. Mit nur einem verlorenen Spiel erreichte er mit den Wild Boars den Serbian Bowl, den sie allerdings gegen die Rekordmeister der Beograd Vukovi verloren. Trotzdem wurde Green sowohl als Offense MVP und Import MVP der Saison ausgezeichnet.
Neun Tage nach dem serbischen Saisonende wechselte Green zu den Istanbul Rams in der European League of Football (ELF) und ersetzte dort Jared Stegman. Bereits sein erstes Spiel in der ELF wurde zum ersten, aber auch einzigen Sieg der Rams 2022, weshalb er als MVP of the Week ausgezeichnet wurde. In sechs Saisonspielen für die Rams komplettierte er 103 Pässe für 1550 Yards und erzielt elf Touchdowns bei nur drei Interceptions. Da die Rams nach der Saison den Spielbetrieb in der ELF einstellen mussten, bot sich für Green nicht die Möglichkeit, weiter für diese zu spielen.
Infolgedessen kehrte Green zur Saison 2023 zu den Kragujevac Wild Boars zurück. Anders als im Vorjahr schafften sie dieses Mal sowohl eine perfekte Saison als auch den Sieg im Serbian Bowl.
Am 24. Juli 2023 wurde Green von den Hamburg Sea Devils in der ELF verpflichtet, um den verletzten Preston Haire zu ersetzen. Nach zwei absolvierten Spielen wurde er wieder entlassen.

### Statistiken
| Jahr                                                                        | Team                     | Spiele | Passspiel | Passspiel | Passspiel | Passspiel | Passspiel | Passspiel | Passspiel | Laufspiel | Laufspiel | Laufspiel | Laufspiel |
| Jahr                                                                        | Team                     | Spiele | Cmp       | Att       | Qte       | Yds       | Avg       | TD        | Int       | Att       | Yds       | Avg       | TD        |
| --------------------------------------------------------------------------- | ------------------------ | ------ | --------- | --------- | --------- | --------- | --------- | --------- | --------- | --------- | --------- | --------- | --------- |
| NCAA Division I                                                             |                          |        |           |           |           |           |           |           |           |           |           |           |           |
| 2018                                                                        | Marshall Thundering Herd | 10     | 187       | 330       | 56,7 %    | 2.459     | 13,1      | 15        | 10        | 45        | 116       | 2,6       | 1         |
| 2019                                                                        | Marshall Thundering Herd | 13     | 189       | 336       | 56,3 %    | 2.438     | 12,9      | 15        | 11        | 114       | 300       | 2,6       | 5         |
| 2021                                                                        | Tennessee State Tigers   | 6      | 76        | 132       | 57,6 %    | 916       | 12,1      | 2         | 2         | 35        | 25        | 0,7       | 0         |
| NCAA D-I Gesamt                                                             | NCAA D-I Gesamt          | 29     | 452       | 798       | 56,6 %    | 5.813     | 12,9      | 32        | 23        | 194       | 441       | 2,3       | 6         |
| European League of Football                                                 |                          |        |           |           |           |           |           |           |           |           |           |           |           |
| 2022                                                                        | Istanbul Rams            | 6      | 103       | 202       | 51,0 %    | 1.550     | 15,1      | 11        | 3         | 96        | 478       | 5,0       | 4         |
| 2023                                                                        | Hamburg Sea Devils       | 2      | 4         | 9         | 44,4 %    | 46        | 11,5      | 0         | 2         | 4         | 13        | 3,3       | 0         |
| ELF Gesamt                                                                  | ELF Gesamt               | 8      | 107       | 211       | 50,7 %    | 1.596     | 14,9      | 11        | 5         | 100       | 491       | 4,9       | 4         |
| Quellen: sports-reference.com, static.tsutigers.com, sportsmetrics.football |                          |        |           |           |           |           |           |           |           |           |           |           |           |